# Aiko Kitahara
Aiko Kitahara (japanisch 北原 亞以子 Kitahara Aiko; geb. Takano Mie, 高野美枝; * 20. Januar 1938 in Shimbashi, Minato, Tōkyō; † 12. März 2013, ebenda) war eine japanische Schriftstellerin der späten Shōwa- und frühen Heisei-Zeit. Sie ist bekannt für ihre präzise Figurenzeichnung in historischen Romanen und prämierte Erzählungen.

## Leben
Kitahara entstammte einer Schmiede- und Möbeltischlerfamilie in Tōkyō. Ihr Vater fiel im Pazifikkrieg, das Elternhaus wurde im Luftangriff 1944 zerstört. Sie besuchte das Chiba Daini-Oberschule (heute Chiba Joshi Kōtōgakkō) und arbeitete nach dem Abschluss als Büroangestellte. Schon seit ihrer Jugend schrieb sie Kurzgeschichten. 1969 gewann sie mit Mama wa shiranakatta no yo (ママは知らなかったのよ, Mama wusste es nicht, 1969) den ersten Shinchō-Nachwuchspreis und erregte erstmals Aufmerksamkeit. Nach einer längeren Schaffenspause, während der sie in Werbeagenturen tätig war, kehrte sie in den späten 1980er-Jahren zur Literatur zurück und publizierte 1989 mit Fukagawa miotsūdōri kidoban goya (深川澪通り木戸番小屋, Die Schrankenwärterhütte in der Miotsustraße (Fukagawa), 1989) ihre erste historische Romanreihe.

## Werke (Auswahl)
- Mama wa shiranakatta no yo (ママは知らなかったのよ, Mama wusste es nicht, 1969)
- Fukagawa miotsūdōri kidoban goya (深川澪通り木戸番小屋, Die Schrankenwärterhütte in der Miotsustraße (Fukagawa), 1989) – Auftakt der Fukagawa-Serie
- Koiwasuregusa (恋忘れ草, Liebesvergessenkraut, 1993; engl. Übersetzung Budding Tree, 2007)
- Keijirō engawa nikki (慶次郎縁側日記, Keijirōs Veranda-Tagebuch, ab 1997) – populäre Romanserie, mehrfach als NHK-Fernsehdrama[3] verfilmt
- Edofūkyōden (江戸風狂伝, Die wahnsinnige Saga von Edo, 1997)
- Yoru no akeru made: Fukagawa miotsūdōri kidoban goya (夜の明けるまで 深川澪通り木戸番小屋, Bis zum Morgengrauen – Die Schrankenwärterhütte in der Miotsustraße (Fukagawa), 2004)

## Auszeichnungen
- 1969: Shinchō-Nachwuchspreis für Mama wa shiranakatta no yo[4]
- 1969: Shōsetsu Gendai-Nachwuchspreis für Konayuki mau (粉雪舞う, „Tanzender Pulverschnee“)
- 1989: Izumi-Kyōka-Literaturpreis für Fukagawa miotsūdōri kidoban goya
- 1993: Naoki-Preis für Koiwasuregusa[5]
- 1997: Frauen-Literaturpreis für Edofūkyōden (江戸風狂伝, „Die wahnsinnige Saga von Edo“)
- 2005: Yoshikawa-Eiji-Literaturpreis für Yoru no akeru made

Quelle: World of Literary Prizes